# Emanuel Laurell
Emanuel Laurell, född 18 januari 1845 i Västra Ämterviks socken, Värmlands län, död 16 februari 1931 i Johannes församling, Stockholm, var en svensk präst. 
Laurell blev student 1867, avlade teoretisk teologisk examen 1873, praktisk teologisk examen 1874 och prästvigdes samma år. Han blev kateket i Stockholm 1873, komminister i Ölme församling 1887, pastoratsadjunkt i Jakob och Johannes församling 1901 och var komminister i  S:t Johannes församling 1908–1921. Han utgav Carl Henrik Bergmans skrifter och ordnade utgivandet av en ny upplaga av uppbyggelseboken "Guds kärleks lov" av Heinrich Müller genom samfundet Pro Fide et Christianismo.